# Riblja Čorba 10
Ujed za dušu – pierwsza kompilacja utworów serbskiego zespołu Riblja čorba. Album ukazał się w 1987 roku nakładem wytwórni PGP RTB. Płytę wydano w nakładzie 1000 egzemplarzy i nie była przeznaczona do sprzedaży, otrzymali ją przyjaciele zespołu oraz dziennikarze.

## Lista utworów
| Nr  | Tytuł utworu                  | Słowa                  | Muzyka                               | Długość |
| --- | ----------------------------- | ---------------------- | ------------------------------------ | ------- |
| 1.  | „Lutka sa naslovne strane”    | Bora Đorđević          | Bora Đorđević                        | 3:07    |
| 2.  | „Ostani đubre do kraja”       | Bora Đorđević          | Bora Đorđević, Miša Aleksić          | 4:38    |
| 3.  | „Nazad u veliki prljavi grad” | Bora Đorđević          | Bora Đorđević                        | 3:03    |
| 4.  | „Na zapadu ništa novo”        | Bora Đorđević          | Bora Đorđević                        | 3:05    |
| 5.  | „Dva dinara, druže”           | Bora Đorđević          | Momčilo Bajagić Bajaga               | 4:02    |
| 6.  | „Dobro jutro”                 | Bora Đorđević          | Miša Aleksić, Momčilo Bajagić Bajaga | 4:33    |
| 7.  | „Kad hodaš”                   | Momčilo Bajagić Bajaga | Momčilo Bajagić Bajaga               | 4:05    |
| 8.  | „Pogledaj dom svoj, anđele”   | Bora Đorđević          | Bora Đorđević                        | 3:37    |
| 9.  | „Amsterdam”                   | Bora Đorđević          | Miša Aleksić                         | 3:46    |
| 10. | „Kada padne noć (Upomoć)”     | Bora Đorđević          | Bora Đorđević                        | 4:25    |
|     |                               |                        |                                      | 38:21   |

## Twórcy
- Bora Đorđević – śpiew
- Vidoja Božinović – gitary
- Nikola Čuturilo – gitary
- Momčilo Bajagić Bajaga – gitary
- Rajko Kojić – gitary
- Miša Aleksić – gitara basowa
- Vicko Milatović – perkusja
- Vladimir Golubović – perkusja
- Jugoslav Vlahović – opracowanie graficzne[1]